# Lotta di Giacobbe con l'angelo (Delacroix)
Lotta di Giacobbe con l'angelo è un'opera di Eugène Delacroix del 1853-1861, olio e cera su intonaco, eseguita nella chiesa di Saint Sulpice.
Il soggetto è tratto dal libro della Genesi dove c'è Giacobbe che nella notte viaggia per incontrare il fratello Esaù e verso l'alba lotta con un angelo misterioso.
A sinistra l'angelo e Giacobbe sono avvinghiati nella lotta (che si protrarrà fino all'alba), al centro troviamo gli abiti e le armi di Giacobbe, a destra le mandrie e i servi di Giacobbe. Delacroix opera su colori primari e complementari. La cera serve per slabrare e tratteggiare il colore, questa tecnica è l'Enflochetage. Delacroix ha messo in scena una vera e propria sequenza di rimandi cromatici. I colori che dominano sono il rosso e il verde. Delocroix dirà che la prima qualità di un quadro è di essere "una gioia per l'occhio, non che ci voglia anche l'intelligenza". Paul Cézanne apprezzerà molto Delacroix e Georges-Pierre Seurat loderà particolarmente questo ciclo in Saint Sulpice. La lotta di Giacobbe con l'angelo incarna l'ideale dell'eroe romantico in lotta persino contro le forze divine e le divinità stesse. Il quadro risulta luminoso anche se illuminato dalla luce tenue tipica degli ambienti ecclesiastici, questo perché Delacroix era convinto che il colore potesse esprimere meglio illuminato direttamente dal sole. L'opera è caratterizzata dalla linearità e dall'armonia delle linee, il tutto per aumentare il piacere cromatico percepito dall'osservatore.